# Porto Rico ai Giochi della XX Olimpiade
Porto Rico partecipò ai Giochi della XX Olimpiade che si sono svolti a Monaco di Baviera dal 26 agosto all'11 settembre 1972, con una delegazione di 53 atleti impegnati 10 discipline per un totale di 37 competizioni. Portabandiera fu l'ostacolista Arnaldo Bristol, alla sua terza Olimpiade.
Fu la settima partecipazione di questo paese ai Giochi estivi. Non fu conquistata nessuna medaglia.

## Risultati

### Pallacanestro
| Atleta | Classifica |
| --- | ---------- |
| V · D · M Nazionale portoricana - Pallacanestro ai Giochi della XX Olimpiade 4 Coll · 5 Hatton · 6 Rivera · 7 Thordsen · 8 Rodríguez · 9 Baum · 10 Blondet · 11 Brown · 12 Ortiz · 13 Cruz · 14 Dalmau · 15 Calzada · All. Gene Bartow | 6°         |
| Nazionale portoricana - Pallacanestro ai Giochi della XX Olimpiade |            |
| 4 Coll · 5 Hatton · 6 Rivera · 7 Thordsen · 8 Rodríguez · 9 Baum · 10 Blondet · 11 Brown · 12 Ortiz · 13 Cruz · 14 Dalmau · 15 Calzada · All. Gene Bartow                                                                              |            |